# Rocco Pennacchio
Rocco Pennacchio (Matera, 16 de junho de 1963) é um arcebispo católico italiano, desde 14 de setembro de 2017 arcebispo metropolitano de Fermo.

## Biografia
Nasceu em Matera, capital da província e sede do arcebispo, em 16 de junho de 1963.

### Formação sacerdotal e ministério
Após obter o diploma de perito comercial, começou a trabalhar e durante uma década trabalhou em uma agência de uma instituição bancária. Também em Matera obteve a licença de teoria e solfejo no Conservatório Duni
Durante treze anos na presidência diocesana da Ação Católica, colaborou também com os dirigentes nacionais da Associação.
Aos trinta anos, em 1993, ingressou no Seminário Maior Interdiocesano de Potenza, onde obteve o bacharelado em Teologia.
Em 4 de julho de 1998 foi ordenado sacerdote pelo Arcebispo Antonio Ciliberti para a Arquidiocese de Matera-Irsina.
Em 2006 obteve a licença em antropologia teológica no Instituto Teológico Pugliese de Molfetta com uma tese sobre Dietrich von Hildebrand.
De 1998 a 2010 foi vigário paroquial de S. Paolo Apostolo em Matera. Ocupou o cargo de ecónomo diocesano da arquidiocese de Matera-Irsina de 2004 a 2013. De 2010 a 2011 foi primeiro vigário e depois administrador paroquial de Mater Ecclesiae em Bernalda. De outubro de 2011 a dezembro de 2016 foi ecónomo geral da Conferência Episcopal Italiana. De outubro de 2016 até a sua nomeação como arcebispo ocupou o cargo de pároco na paróquia de San Pio

### Ministério episcopal
Em 14 de setembro de 2017, o Papa Francisco nomeou-o arcebispo metropolitano de Fermo; ele sucede a Luigi Conti, que renunciou após atingir o limite de idade
Recebeu a ordenação episcopal no dia 25 de novembro em Matera do Arcebispo Antonio Giuseppe Caiazzo, co-consagrando os Arcebispos Salvatore Ligorio e Luigi Conti. Toma posse canônica da arquidiocese no dia 2 de dezembro seguinte.
Em janeiro de 2020, o Conselho Episcopal Permanente da Conferência Episcopal Italiana nomeou-o presidente da Comissão para as Intervenções de Caridade em Favor do Terceiro Mundo. Desde 25 de janeiro de 2023 é também assistente eclesiástico nacional da UNITALSI.